# Kantenflucht
Kantenflucht ist ein physikalischer Effekt, der bei der Beschichtung von Oberflächen auftritt und dazu führt, dass die Beschichtung an Kanten dünner ausfällt als auf ebenen Flächen. Die Kantenflucht stellt ein ernstzunehmendes Problem in der Beschichtungstechnik dar, weil Teile des Werkstückes nicht ausreichend beschichtet werden. Dies kann besonders bei Korrosionsschutzbeschichtungen den angestrebten Schutz verhindern.

## Mechanismus
Eine Flüssigkeit beispielsweise ein Lack oder ein Öl, die auf einem Werkstück über eine Kante verläuft, erfährt an dieser Kante eine gekrümmte Oberfläche. Die Oberflächenspannung bewirkt eine Minimierung der Oberfläche und führt hier dazu, dass die Flüssigkeit in Richtung der ebenen Flächen verdrängt wird. Damit verringert sich die Schichtdicke im Bereich der Kante erheblich. Dies kann zu einem Abriss der Schicht und im Extremfall zur Entnetzung (als Gegensatz zur Benetzung) der Kante führen. In der Nähe der Kante erhöht sich die Schichtdicke bis zur Wulstbildung.
Als Ursachen der Kantenflucht kommen seitens des Beschichtungsmaterials eine zu niedrige Viskosität und eine zu hohe Oberflächenspannung der Beschichtung in Betracht. Die zu niedrige Viskosität kann die Verwendung von zu viel oder falscher Lösemittel verursacht werden. Eine zu hohe Oberflächenspannung wird meist durch den Einsatz oberflächenaktiver Additive wie etwa Netz- und Dispergiermittel oder Verlaufsmittel verursacht. Seitens des zu beschichtenden Werkstücks kann ein zu geringer Kantenradius des Werkstücks ursächlich sein.
Durch Feuerverzinken hergestellte Zinküberzüge weisen an Ecken und Kanten keine geringeren Dicken auf als auf glatten Flächen. Verfahrensbedingt (Schmelztauchverfahren) wachsen beim Feuerverzinken Eisen-Zink-Legierungen parallel zur Bauteiloberfläche. An Bauteilkanten fächert diese Legierungsschicht auf, und die vorhandenen Zwischenräume werden durch metallisches Zink ausgefüllt.

## Messung
Die genaueste Methode zur Bestimmung der Kantenflucht ist die Anfertigung eines Querschliffs. Alternativ ist die Prüfung des beschichteten Prüflings in einem Korrosionstest möglich.

## Gegenmaßnahmen
Die Ausprägung der Kantenflucht kann minimiert werden, indem die Viskosität des Beschichtungsmaterials erhöht oder dessen Oberflächenspannung verringert wird. Eine zusätzliche Verbesserung ist durch Thixotropie oder Strukturviskosität, also eine Viskositätserhöhung bei niedrigen Schergeschwindigkeiten, möglich. Eine weitere Möglichkeit ist die Verwendung elektrostatischer Beschichtungsverfahren, bei denen der Lack elektrisch aufgeladen wird.
Eine Abrundung der Kante führt durch die Vergrößerung des Kantenradius ebenfalls zu einer Verringerung der Kantenflucht.
Im Fensterbau etwa werden heute grundsätzlich alle außenliegenden Kanten der verwendeten Holzprofile abgerundet.